# Lothar von Trotha
Adrian Dietrich Lothar von Trotha  (Maagdenburg, 3 juli 1848 - Bonn, 31 maart 1920) was een Duitse generaal.
Von Trotha werd geboren in een adellijke officiersfamilie. Hij nam deel aan de Duits-Oostenrijkse en Duits-Franse oorlogen. In 1900 kreeg hij het commando over de 1ste Oost-Aziatische infanteriebrigade tijdens de Bokseropstand.
In 1904 kreeg hij de opdracht de opstand van de Herero en de Nama in Duits-Zuidwest-Afrika de kop in te drukken. Hij vaardigde tijdens deze campagne het beruchte Vernichtungsbefehl uit: "Elke Herero die binnen de Duitse grenzen wordt aangetroffen, met of zonder geweer, met of zonder vee, zal worden neergeschoten." Volgens sommigen was dit een bevel tot genocide. Volgens anderen was het slechts psychologische oorlogsvoering omdat het bevel na enkele weken weer werd ingetrokken. In 1905 was ongeveer 75% van het Herero-volk uitgemoord en werd generaal Von Trotha onderscheiden met de orde "Pour le Mérite".
In 1985 werd in het Whitaker Report van de Verenigde Naties gesteld dat de massamoord op de Herero een van de eerste gevallen van genocide uit de 20e eeuw vormt. In augustus 2004 heeft de Duitse minister van ontwikkelingssamenwerking Heidemarie Wieczorek-Zeul officieel verklaard dat de Duitse regering de genocide van 1904 betreurt, maar tot echte verontschuldigingen kwam het niet, laat staan tot de herstelbetalingen die de Herero van Duitsland eisen.
Op uitnodiging van Herero-opperhoofd Alfons Maharero - zelf kleinzoon van Samuel Maharero, die in 1904 de opstand tegen de Duitse koloniale machthebbers leidde - arriveerde op 7 oktober 2007 een groep nazaten van generaal Von Trotha in Namibië om op persoonlijke titel uiting te geven aan hun "diepe schaamte" over en vergiffenis te vragen voor de door hun voorvader geïnstigeerde massamoord op de Herero.

## Militaire loopbaan
- Fahnenjunker: 24 november 1865
- Oberstleutnant: juni 1894
- Oberst: augustus 1897
- Generalmajor: 27 januari 1900
- Generalleutnant: 22 maart 1903[3]
- Charakter als General der Infanterie: 27 januari 1910

## Decoraties
- Pour le Mérite op 19 augustus 1905[3]
- IJzeren Kruis 1870, 1 Klasse en 2e Klasse[3]
- Commandeur der Tweede Klasse  in de Albrechtsorde
- Orde van de Rode Adelaar, 2e Klasse
- Grootkruis in de Kroonorde (Pruisen)